# Frank Liivak
Frank Liivak (ur. 7 lipca 1996 w Tartu) – estoński piłkarz grający na pozycji napastnika w Sligo Rovers.

## Kariera klubowa
Liivak rozpoczął karierę w 2004 w Almere City FC. W sierpniu 2013 przeszedł do SSC Napoli. W styczniu 2015 trafił do Alcobendas Sport. W lutym 2017 podpisał półtoraroczny kontrakt z FK Sarajevo. W styczniu 2018 podpisał dwuletni kontrakt z Florą Tallin. W styczniu 2021 podpisał dwuletni kontrakt z Levadią Tallin. W czerwcu 2022 przeszedł do Sligo Rovers.

## Kariera reprezentacyjna
W reprezentacji Estonii zadebiutował 26 maja 2014 w zremisowanym 1:1 meczu z Gibraltarem.

## Życie prywatne
Jest synem byłego koszykarza i trenera koszykówki Jaanusa.